# Borohydrure d'aluminium
Le borohydrure d'aluminium, ou tétrahydruroborate d'aluminium, est un composé chimique de formule Al(BH4)3. Il se présente comme un liquide volatil pyrophorique incolore utilisé comme réducteur au laboratoire. À l'opposé de la plupart des autres borohydrures métalliques, qui sont des composés ioniques, le borohydrure d'aluminium est un composé covalent,.
Le borohydrure d'aluminium réagit avec l'eau en libérant de l'hydrogène et réduit les esters carboxyliques, les aldéhydes et les cétones en alcools.
On peut l'obtenir en faisant réagir du borohydrure de sodium NaBH4 avec du chlorure d'aluminium AlCl3 :
3 NaBH4 + AlCl3 ⟶ Al(BH4)3 + 3 NaCl.
Il peut également être obtenu sous forme d'adduit non pyrophorique du tétrahydrofurane (THF) en faisant réagir du borohydrure de calcium Ca(BH4)2 avec du chlorure d'aluminium dans le THF :
3 Ca(BH4)2 + 2 AlCl3 ⟶ 2 Al(BH4)3 + 3 CaCl2.
Il réagit avec le borohydrure de potassium KBH4, solide à température ambiante, en donnant un borohydrure solide bimétallique de formule KAl(BH4)4.